# Museo archeologico nazionale di Egnazia
Il Museo archeologico nazionale di Egnazia sorge all'esterno delle mura di cinta dell'antica città di Egnazia, oggi sito archeologico, nell'area della necropoli messapica, presso Fasano.
Dal dicembre 2014 il Ministero per i beni e le attività culturali lo gestisce tramite il Polo museale della Puglia, nel dicembre 2019 divenuto Direzione regionale Musei.

## Le collezioni
Costituito da undici luminosi padiglioni articolati attorno a due patii, accoglie attualmente tre diverse esposizioni permanenti; la prima Documenti dell'età del bronzo sugli insediamenti sviluppatisi nell'età del bronzo lungo il litorale adriatico della Puglia, molti dei quali ebbero contatti commerciali con il mondo greco; la seconda su Egnazia e la sua storia (da segnalare la bella testa marmorea del dio Attis ed il mosaico delle Grazie); la terza, Archeologia globale ad Egnazia, realizzata in collaborazione con l'Università di Bari, sottolinea il rapporto tra l'archeologia ed altre discipline scientifiche.

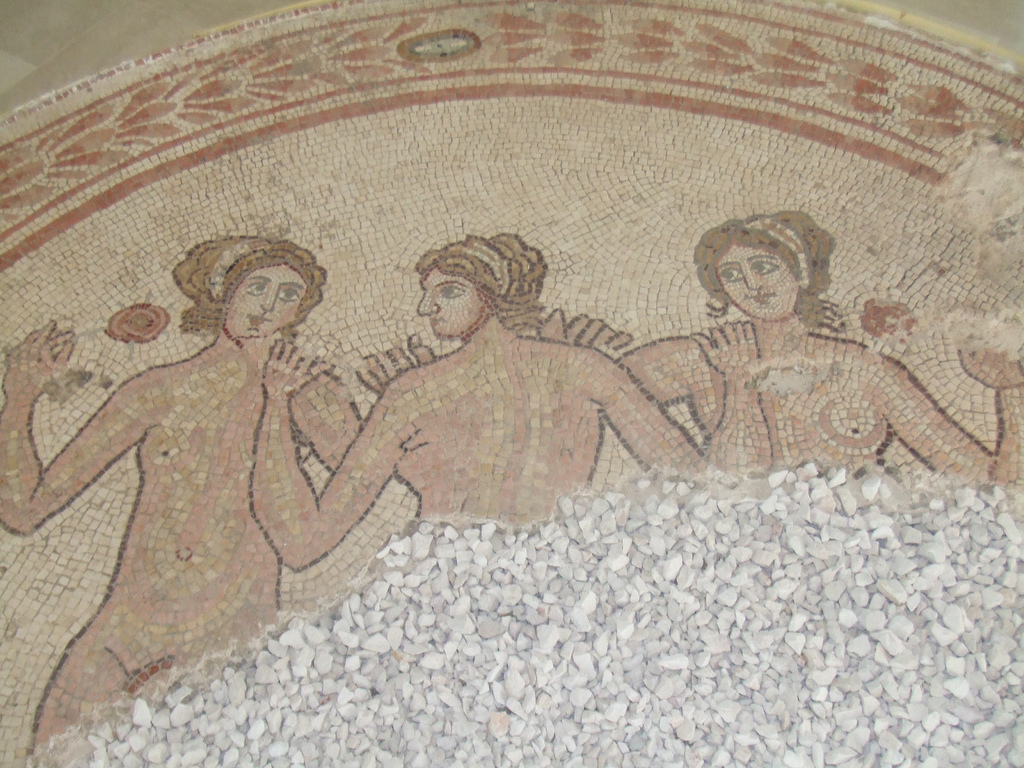
Mosaico romano presente all'interno del Museo
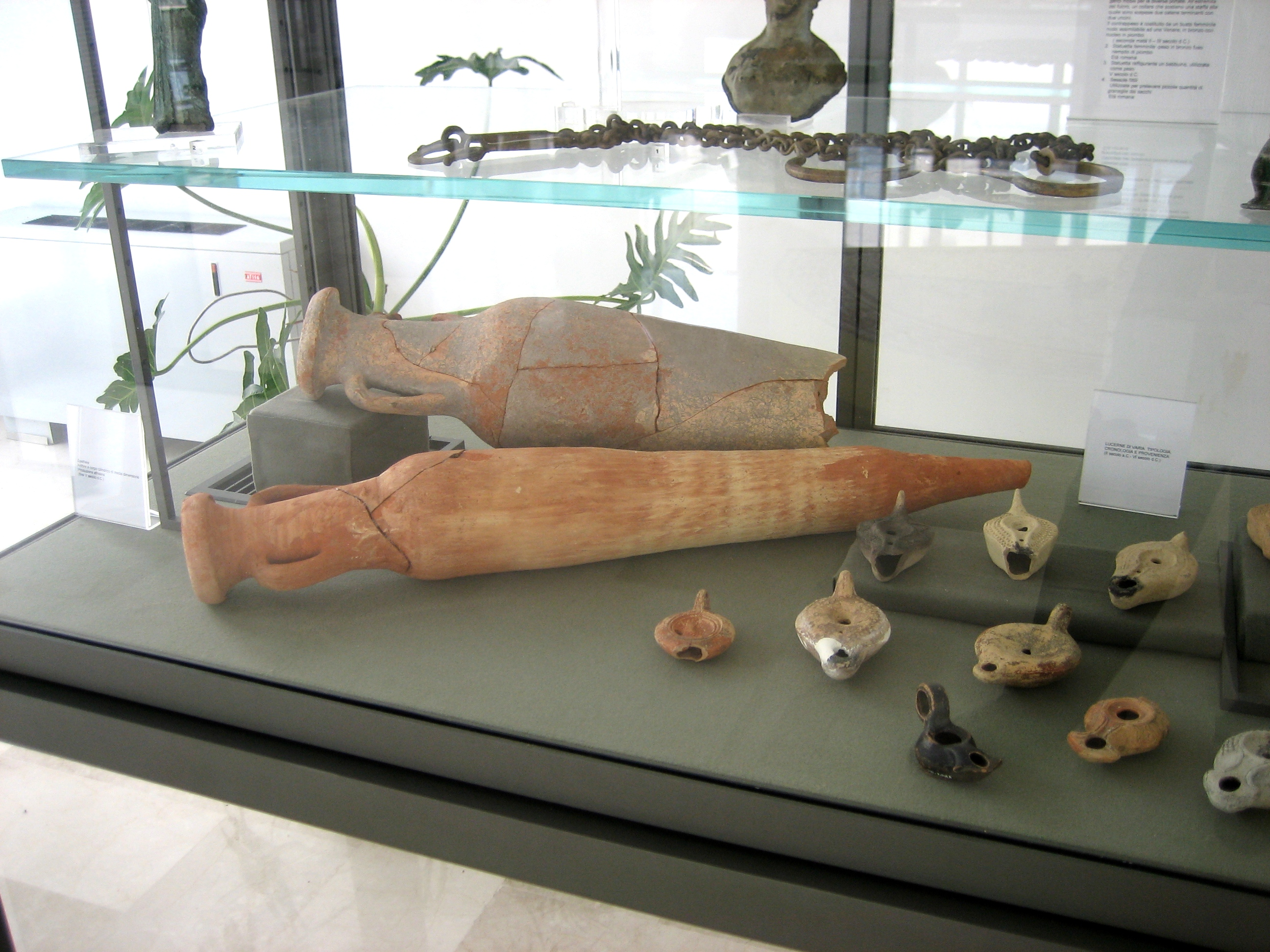
Anfore all'interno del museo
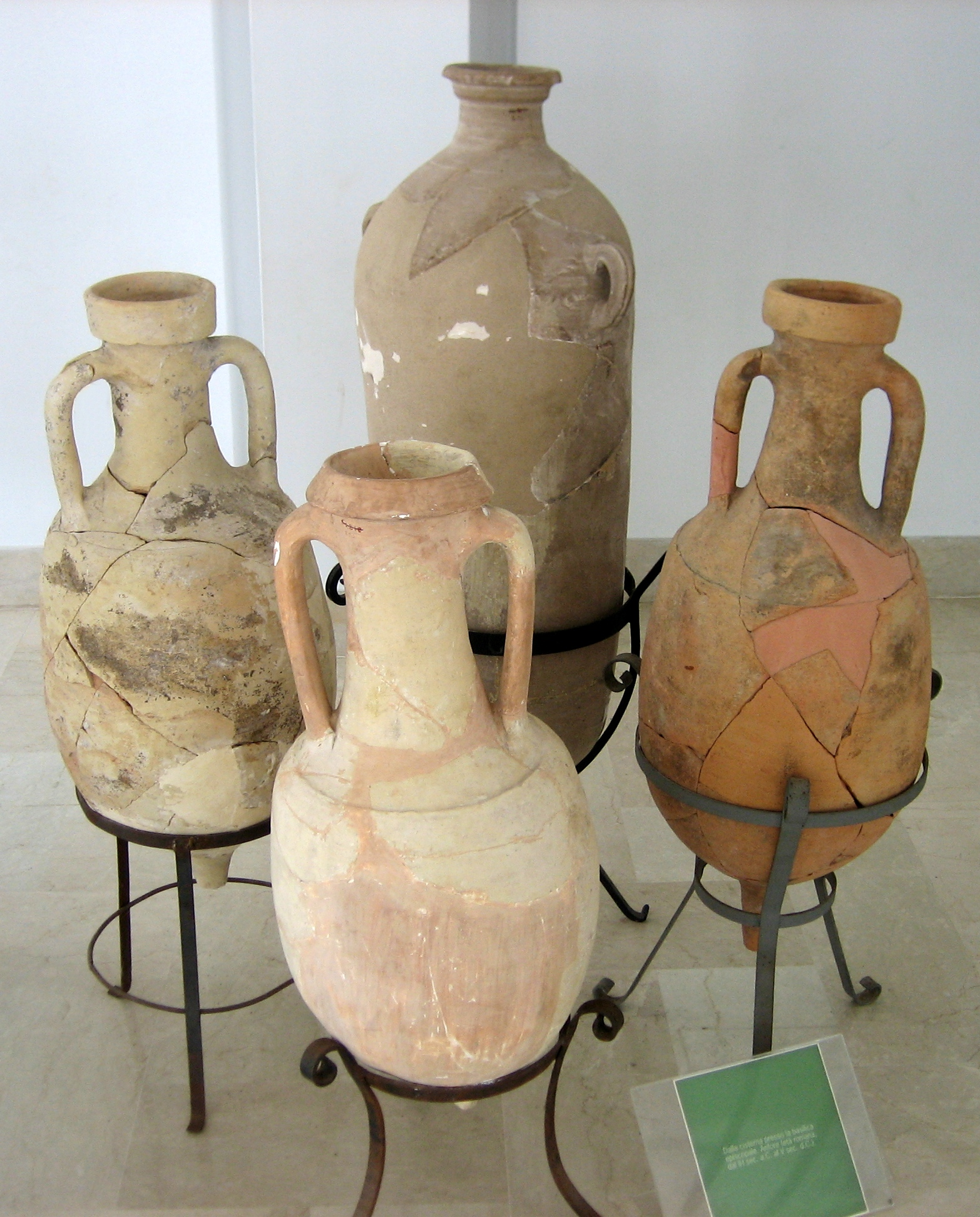
Anfore

## La soprintendenza
Il Museo è anche sede degli uffici della Soprintendenza per i Beni Archeologici della Puglia addetti al controllo del territorio, ricchissimo di testimonianze sepolte, nonché alla tutela, alla valorizzazione ed alla divulgazione dei beni archeologici. Presso la struttura, oltre agli uffici di direzione e segreteria, hanno sede il laboratorio di restauro, l'ufficio tecnico, l'ufficio catalogo, la biblioteca, il servizio didattico.
Il museo è stato riaperto al pubblico con un nuovo allestimento il 25 luglio 2013.